# Classe Avenger (porte-avions)
Pour les autres classes de navires du même nom, voir Classe Avenger.
La classe Avenger est une classe de  quatre porte-avions d'escorte de la Royal Navy (3) et de l'United States Navy (1) durant la Seconde Guerre mondiale. Mis en service entre octobre 1941 et juillet 1942, ils sont tous construits à partir de cargos américains de type C3. Pendant le conflit, le HMS Avenger sera coulé par un U-boot allemand en novembre 1942 et le HMS Dasher coulera à la suite d'une explosion accidentelle en mars 1943. À la fin de la guerre, l'USS Charger est décommissionné et le HMS Biter est cédé à la Marine française et devient le Dixmude, qui restera en service jusqu'en 1960.

## Conception
Les quatre porte-avions d'escorte de la classe Avenger sont à l'origine des cargos de type C3 construits par les chantiers Sun Shipbuilding à Chester (Pennsylvanie) ; quatre chantiers vont alors convertir les Rio Hudson, Rio Parana, Rio de la Plata et Rio de Janeiro en porte-avions d'escorte Avenger, Biter, Charger et Dasher respectivement à partir d'avril 1941. Ces navires sont commandés par la Royal Navy aux États-Unis dans le cadre de la loi Lend-Lease ; seul le Charger est finalement retenu par l'United States Navy. Le pont d'envol est long de 410 pieds (125 m) et les porte-avions disposent d'un petit hangar sous l'arrière du pont, haut de 16 pieds (4,9 m). En dehors de l'Avenger qui est flush deck, les navires possèdent un petit îlot situé à tribord ; ils disposent de réservoirs d'une capacité de 39 000 gallons US (147 631 ℓ) (90 000 gallons US soit 340 687 ℓ pour le Charger) qui leur confèrent une autonomie de 15 000 milles marins (27 800 km) (respectivement 26 340 milles marins (48 780 km)) à 15 nœuds (28 km/h). 4 moteurs diesel Sun-Doxford développant au total 8 500 chevaux-vapeur permettent aux porte-avions d'atteindre les 16,5 nœuds (31 km/h) ; ils peuvent emporter au maximum 15 avions.

## Navires de la classe
Les chantiers indiqués sont les chantiers dans lesquels les navires ont été convertis en porte-avions d'escorte.
| Nom         | Flotte             | Quille           | Lancement        | Armement         | Chantier                       | Destin                                                |
| ----------- | ------------------ | ---------------- | ---------------- | ---------------- | ------------------------------ | ----------------------------------------------------- |
| HMS Avenger | Royal Navy         | 28 novembre 1939 | 4 novembre 1940  | 2 mars 1942      | Bethlehem Steel                | Coulé le 15 novembre 1942 par le U-155.               |
| HMS Biter   | Royal Navy         | 28 décembre 1939 | 18 décembre 1940 | 1er mai 1942     | Atlantic Basin Iron Works (en) | Cédé à la France le 9 avril 1945 et renommé Dixmude.  |
| USS Charger | United States Navy | 19 janvier 1940  | 1er mars 1941    | 2 octobre 1941   | Newport News Shipbuilding      | Décommissionné en mars 1946.                          |
| HMS Dasher  | Royal Navy         | 14 mars 1940     | 12 avril 1941    | 1er juillet 1942 | Tietjen & Lang                 | Coulé le 27 mars 1943 par une explosion accidentelle. |

## Histoire
L'Avenger intègre la Royal Navy le 2 mars 1942. Il participe à des convois en Arctique avant de prendre part en novembre 1942 au débarquement allié en Afrique française du Nord. Après avoir subi des avaries moteur, il prend la direction du Royaume-Uni ; le 15 novembre 1942, durant le voyage de retour, il est coulé par l'U-boot U-155 au large de Gibraltar.
Le Biter entre en service dans la marine britannique le 6 mai 1942. Après un séjour au Royaume-Uni, il prend la direction de l'Afrique du Nord en compagnie de l''Avenger et du Victorious. Après l'opération Torch, il participe à des escortes de convois dans l'Atlantique, subissant notamment quelques dommages fin 1943. Il est cédé à la France après la guerre et intégré à la Marine française sous le nom de Dixmude. Il sert de transport d'avions à partir de 1952, est désarmé en 1960 puis rendu aux États-Unis en 1966 qui s'en servent de cible d'entraînement et le coulent.
Le Charger entre en service dans l'United States Navy le 3 mars 1942 et rejoint l'Atlantic Fleet. Il sert essentiellement de navire d'entraînement pour les pilotes de l'aéronavale et croise dans la baie de Chesapeake. Il est retiré du service le 15 mars 1946 et vendu comme navire marchand l'année suivante.
Le Dasher est opérationnel dans la Royal Navy le 2 juillet 1942. Il participe lui aussi à l'opération Torch en novembre de la même année avant de participer à des convois dans l'Atlantique. Le 27 mars 1943, une explosion accidentelle coule le navire alors qu'il est dans le Firth of Clyde.